# Веремеенко, Кузьма Никитович
Веремеенко Кузьма Никитович (14 ноября 1921, Любочанинов, Черниговская губерния, УССР — 28 февраля 2006, Киев, Украина) — украинский биохимик. Доктор биологических наук (1965), профессор (1967), заслуженный деятель науки и техники УССР (1989). Исследователь протеолиза, протеаз и их ингибиторов. Впервые в мире независимо открыл ингибиторы протеаз плазмы крови млекопитающих α1-антитрипсин и α2-макроглобулин.

## Биография
В 1939 году окончил среднюю школу, в октябре был призван в армию, где служил до 1947 года, участник Великой Отечественной войны. В 1942—1945 году был командиром артиллерийской батареи, награждён более чем 20 орденами и медалями.
В 1951 году окончил Киевский медицинский стоматологический институт. После окончания поступил в аспирантуру Института биохимии АН УССР, где до 1954 года учился под руководством Владимира Белицера. В 1954—1961 года работал в Киевском медицинском институте. В 1955 году защитил диссертацию кандидата биологических наук по теме «Получение и исследование свойств высокоочищенного препарата пепсина».
С 1961 года Веремеенко возглавлял лабораторию биохимии Института отоларингологии Минздрава УССР. В 1965 году защитил диссертацию доктора биологических наук на тему «Протеиназы поджелудочной железы и их ингибиторы».

## Научные исследования
Веремеенко впервые описал два ингибитора протеаз в плазме крови: α1-антитрипсин и α2-макроглобулін.

## Награды
- Государственная премия УССР в области науки и техники (1987)
- Премия им. А. В. Палладина АН УССР (1975).
- Орден Красного Знамени
- Орден Красной Звезды
- Орден Богдана Хмельницкого III степени
- Орден Отечественной войны I степени
- Почетный член Украинского биохимического общества[2]

## Память
В 2008 году на корпусе Института отоларингологии по адресу улица Зоологическая № 3 установлена мемориальная доска Кузьме Веремеенко.

## Научные публикации
- Протеолитические ферменты поджелудочной железы и их применение в клинике. К., 1967
- Ферменты протеолиза и их ингибиторы в медицинской практике. К., 1971
- Кининовая система. К., 1977
- Ферменты в оториноларингологии. К., 1980
- Протеолиз в норме и при патологии. К., 1988 (соавт.)
- Клинические проблемы фибринолиза. К., 1993 (соавт.)
- Роль протеолиза в инвазии и метастазировании злокачественных опухолей // Журн. АМНУ. 2002. Т. 8, № 2.